# Stephenville (Texas)
Stephenville is een plaats (city) in de Amerikaanse staat Texas en valt bestuurlijk gezien onder Erath County.

## Demografie
Bij de volkstelling in 2000 werd het aantal inwoners vastgesteld op 14.921.
In 2006 is het aantal inwoners door het United States Census Bureau geschat op 16.058, een stijging van 1137 (7.6%).

## Geografie
Volgens het United States Census Bureau beslaat de plaats een oppervlakte van
26,0 km², waarvan 26,0 km² land. Stephenville ligt op ongeveer 388 m boven zeeniveau.

## Plaatsen in de nabije omgeving
De onderstaande figuur toont nabijgelegen plaatsen in een straal van 36 km rond Stephenville.